# Amitav Ghosh
Amitav Ghosh (Calcutta, 11 juli 1956) is een Indiaas schrijver die schrijft in het Engels. Hij studeerde aan de Universiteit van Delhi en de Universiteit van Oxford.

## Leven en werk
In 1986 verscheen zijn eerste boek: The Circle of Reason (vertaald als Bengaals vuur of de macht van de rede, 1989 bij Het Wereldvenster). Daarin onderzocht hij de "verenigbaarheid" van het westers rationalisme en het Indisch traditionalisme - of, als dat laatste te geringschattend klinkt, het culturele substraat van India. Meteen een groots boek rond de thema's Rede, Hartstocht en Dood dat onmiddellijk een lovende kritiek ontlokte in en buiten Engeland.
Twee jaar later was Ghosh opnieuw van de partij met The Shadow Lines, een bevestiging van zijn talent maar wellicht niet van hetzelfde niveau als zijn debuut. Zijn literaire carrière sluimerde. Een zogenaamd reisverhaal In An Antique Land verscheen in 1992 (bestemming Egypte) graaft in het verleden van dat land (onder meer de Kruistochten) tot de recente actualiteit (Operation Desert Storm). Hij liet in dit boek aan de hand van een bronnenonderzoek naar een Egyptische joodse koopman en zijn slaaf ook zien, hoe vanzelfsprekend aanwezig het oriëntaalse jodendom was binnen de Arabische wereld en rondom de Indische oceaan. Ghosh vertelde ook het verhaal van de Geniza, de archiefplaats van deze joden van Caïro en hoe door toedoen van een westerse, Britse jood deze oriëntaalse joodse archieven en hun bibliotheek op slinkse wijze zijn 'overgebracht' naar westerse bibliotheken, een actie die, in retrospectief, voor Ghosh een voorspel was voor het overbrengen van 80.000 Egyptische joden naar de staat Israël, waar zij onder de dominantie kwamen te staan van westerse, zionistische joden.
Met The Calcutta Chromosome nam hij de literaire draad terug op maar het duurde tot 2000 vooraleer hij de grote doorbraak maakte met The Glass Palace (vertaald als Het kristallen paleis), een breedvoerig fresco van Myanmar, de dekolonisatie van het verre oosten, de postkoloniale dictaturen en de semikoloniale uitbuiting. 
In The Hungry Tide (2004) keerde hij terug naar Bengalen.
In 2021 verscheen The Nutmeg's Curse: Parables for a Planet in Crisis. Dit boek gaat over de reis van de nootmuskaat van de inheemse Banda-eilanden naar vele andere delen van de wereld, en de historische invloed van het kolonialisme.
Een eerste kennismaking met Amitav Ghosh' werk roept bij zowat alle lezers herinneringen op aan Salman Rushdie. Dat ze beiden Indiër zijn, dat ze beiden in het Engels schrijven en dat ze beiden een verhalenwereld hanteren waarin de Indische en bij uitbreiding Aziatische cultuur een belangrijke rol speelt maken die associatie evident. Maar Ghosh is geen epigoon van Rushdie. Hij heeft een eigen stem en stijl, een eigen visie en filosofie.
In 2024 kreeg Ghosh de Erasmusprijs, "voor zijn bevlogen bijdrage aan het thema ‘de verbeelding van het ondenkbare’, waarbij klimaatverandering, een wereldcrisis zonder weerga, via het geschreven woord gestalte krijgt".

## Publicaties in Nederlandse vertaling
- Amitav Ghosh: De vloek van de nootmuskaat. Boodschap aan een planeet in crisis. Vertaald door Menno Grootveld. Amsterdam, Uitgeverij Atlas Contact, 2023. ISBN 9789045051338
- Amitav Ghosh: Vloed van vuur. Vertaald door Ankie Blommesteijn. Amsterdam, De Bezige Bij, 2016. ISBN 978-90-234-9455-3
- Amitav Ghosh: Rivier van mist. Vertaald door Ankie Blommesteijn. Amsterdam, De Bezige Bij, 2013. ISBN 978-90-234-7884-3
- Amitav Ghosh: Zee van papaver. Vertaald door Joop van Helmond. Amsterdam, De Bezige Bij, 2007. ISBN 978-90-234-3075-9
- Amitav Ghosh: Verhalen uit het wild. Over de natuur en de politiek van de bossen. Amsterdam, Volkskrant Boekenfonds, 2004. ISBN 90-71474-00-3
- Amitav Ghosh: Het hongerig getij. Vert. door Paul van den Hout. Amsterdam, Prometheus, 2004. ISBN 90-446-0492-9
- Amitav Ghosh: Het glazen paleis. Vert. door door Ankie Blommesteijn. Amsterdam, Bakker, 2001. ISBN 90-351-2227-5
- Amitav Ghosh: Het Calcutta-chromosoom. Een thriller over koorts, extase en ontdekkingen. Vert. door Frans Bruning. 's-Gravenhage, BZZTôH, 1997. ISBN 90-5501-390-0
- Amitav Ghosh: De liefdeslijnen. Vert. door Frans de Haan. Amsterdam, Arena, 1994. ISBN 90-6974-076-1
- Amitav Ghosh: Bengaals vuur, of De macht van de rede. Vert. door Alida Frenkel-Bolliger. Houten, Het Wereldvenster, 1989. ISBN 90-269-4619-8